# Ninghszia-Huj Autonóm Terület
Ninghszia-Huj Autonóm Terület (宁夏), teljes néven Ninghszia-Huj (Ningxia Hui) Nemzetiségi Autonóm Terület (egyszerűsített kínai írással: 宁夏回族自治区; hagyományos kínai írással: 寧夏回族自治區; pinjin, hangsúlyjelekkel: Níngxià Huízú Zìzhìqū; Hsziaoercsing írással: نٍ ﺷﯿَا ﺧُﻮِ ذُﻮْ ذِ جِ ﺛُﻮْí) a huj népcsoport által lakott autonóm terület a Kínai Népköztársaságban.
Kína északnyugati részén, az ottani hatalmas löszplatón helyezkedik el, a Sárga-folyó is átszeli. A kínai nagy fal az északkeleti határán fut. Fővárosa Jincsüan (Yinchuan).

## Földrajzi helyzete

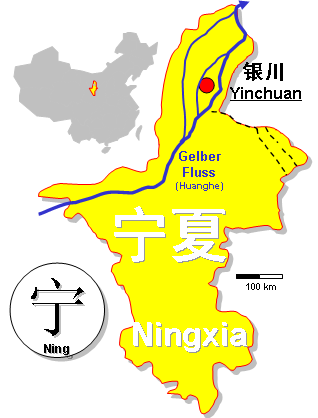
Ninghszia (Ningxia) vázlatos térképe

A huj (hui) kínaiak autonóm területét keleten Senhszi (Shaanxi), északon és nyugaton Belső-Mongólia, délen pedig Kanszu (Gansu) tartomány határolja.
Területén nyugatról északra átfolyik a Sárga-folyó. Egy másik fontos folyója a Csingsuj Ho (Qingshui He), amely délről érkezik a területre és a Sárga-folyóba torkollik.
Ninghszia (Ningxia) a nagy kínai löszplató hegyekkel körülvett északi részén fekszik. A terület egészében észak felé lejt, a Sárga-folyó is erre folyik. Északnyugaton a Holan (Helan) hegység (régebbi nevén Ala-san) zárja le, északkeleti határán kezdődik a Tengri-sivatag, az Ordosz fennsíkon. Legmagasabb pontja 3556 méterrel van a tengerszint felett.
Teljes területének 38%-a dombvidék, 27%-a folyóvölgy, 17%-a sík vidék, 16%-a hegyvidék és 2%-a sivatag. Legértékesebb mezőgazdasági területe a Sárga-folyó völgye, aminek a termékenységét azonban a túlságosan intenzív művelés erősen veszélyezteti.

## Éghajlata
Ninghszia (Ningxia) éghajlata mérsékelt kontinentális, délről (évi 670 milliméter) észak felé (200 milliméter alatt) csökkenő csapadékmennyiséggel.

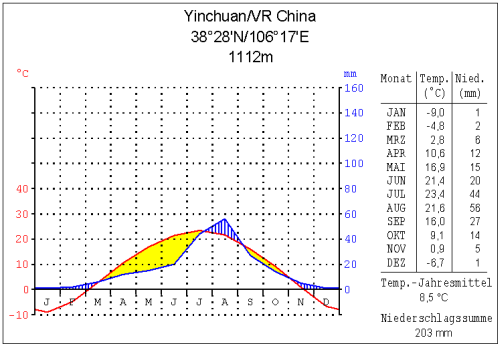
Yinchuan éghajlati diagramja. A vörös vonal a hőmérséklet évi alakulását, a kék a csapadék mennyiségét jelzi

A terület északi része már közép-ázsiai sztyeppi és sivatagi zónához csatlakozik. A főváros évi 200 milliméteres csapadéka jórészt nyáron esik. A januári átlagos hőmérséklet -9 °C, a júliusi átlag 26 °C körül van, míg a nyári maximumok meghaladhatják a 40 °C-ot.
Bár a Ninghszia (Ningxia) nevet nyugodt nyárnak is lehet fordítani, a térséget gyakori viharos szelek jellemzik.

## Története
A terület történelmére két földrajzi tény gyakorolt nagy hatást: Ninghszia (Ningxia) a selyemút mentén, valamint a kínai folyóvölgyek civilizációinak és a közép-ázsiai nomád népek által uralt füves pusztáknak a határvidékén terül el.
Ninghszia (Ningxia) területe már az i. e. 3. században, a Csin-dinasztia (Qin-dinasztia) idején a kínai császárság része lett. A Han-dinasztia majd a Tang-dinasztia idején több város jött létre a térségben. A 11. századra a tibetiekkel rokon tangut törzs itt alapította meg a Nyugati Hszia (Xia) államot (1038–1227) (Hszi Hszia-dinasztia (Xi Xia-dinasztia)), amely a szomszédos Szung-dinasztiával együtt létezett. Az autonóm terület mai neve is a Nyugati Hszia (Xia) nevére utal.

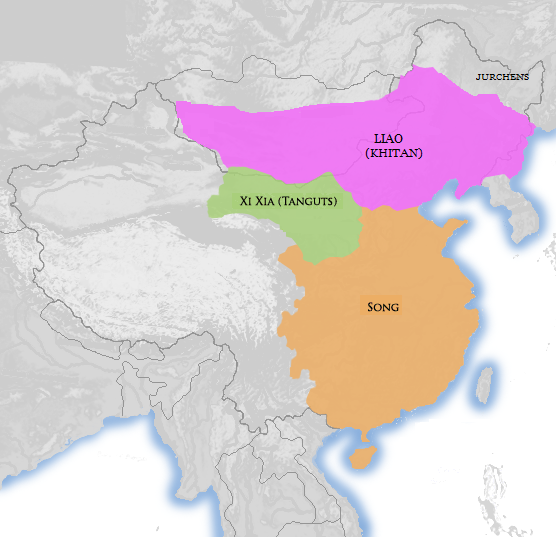
A Nyugati Hszia birodalom (zölddel) és szomszédai 1111-ben

Dzsingisz kán hajtotta a mongolok uralma alá a 13. század elején.
Ninghszia (Ningxia) területe a 20. század 30-as évei második felében, a hosszú menetelés után, a Mao Ce-tung vezette kommunista erők bázisához tartozott. A második kínai–japán háború előestéjén Mao és Csang Kaj-sek ideiglenes békét kötöttek a japánok elleni együttműködés céljával. A kommunista erők ekkor önálló közigazgatást alakítottak ki az úgynevezett Sen-Kan-Ning területen, Senhszi (Shaanxi), Kanszu (Gansu) és Ninghszia (Ningxia) tartományok határvidékein, Jenan (Yan'an) központtal.

## Lakossága
Kínai viszonylatban a terület ritkán lakott, ezért a betelepülést nem korlátozták. Ennek nyomán a lakosság 1900 és 2000 között egyötödével gyarapodott. Bár az autonóm területet a huj (hui)-kínaiak számára hozták létre, ők már kisebbségbe kerültek a lakosságon belül a han-kínaiakhoz képest. A huj (hui) nemzetiség tagjai kínaiul beszélnek, de etnikumuk kialakulásában minden bizonnyal közép-ázsiai népcsoportok is szerepet kaptak. Kereskedőként Kína más tartományaiban is megjelentek. Külön nemzetiségként kezelésüket elsősorban a muszlim vallásukkal kapcsolatos szokásaik indokolják.
Az iszlám mellett a taoizmusnak és a buddhizmusnak nagy hagyományai vannak a térségben.
A 19. század végén még a hui-kínaiak egész Kanszu (Gansu) lakosságának – ahová Ninghszia (Ningxia) is tartozott akkoriban – is a 90%-át tették ki. (8,35 millió fő az összesen 9,3 millió lakosból).
A 2000-es népszámlálás adatai szerint a lakosság 32%-a már városokban élt. A főváros mellett fontos település még északon Sicujsan (Shizuishan) és Wuzhong, valamint délen Guyuan városa.
| 2010 | 6 301 350 |
| 2020 | 7 202 654 |

## Közigazgatás
Az autonóm terület öt prefektúrából áll:
- Jincsuan (Yinchuan) (银川市), 9.555 km², 1,38 millió lakos, főváros;
- Sicujsan (Shizuishan) (石嘴山市), 5.213 km², 730 ezer lakos;
- Vucsung (Wuzhong) (吴忠市), 20.395 km², 1,1 millió lakos;
- Kujüan (Guyuan) (固原市), 14.413 km², 1,51 millió lakos;
- Csungvej (Zhongwei) (中卫市), 16.824 km², 1,02 millió lakos.

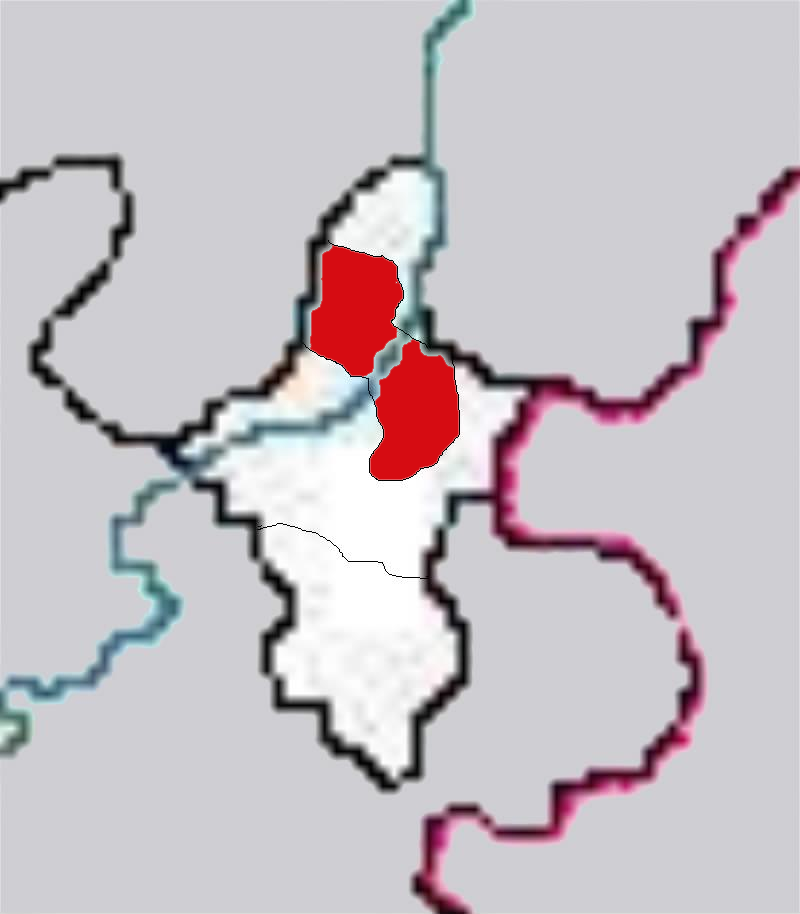
Jincsuan (Yinchuan) 银川
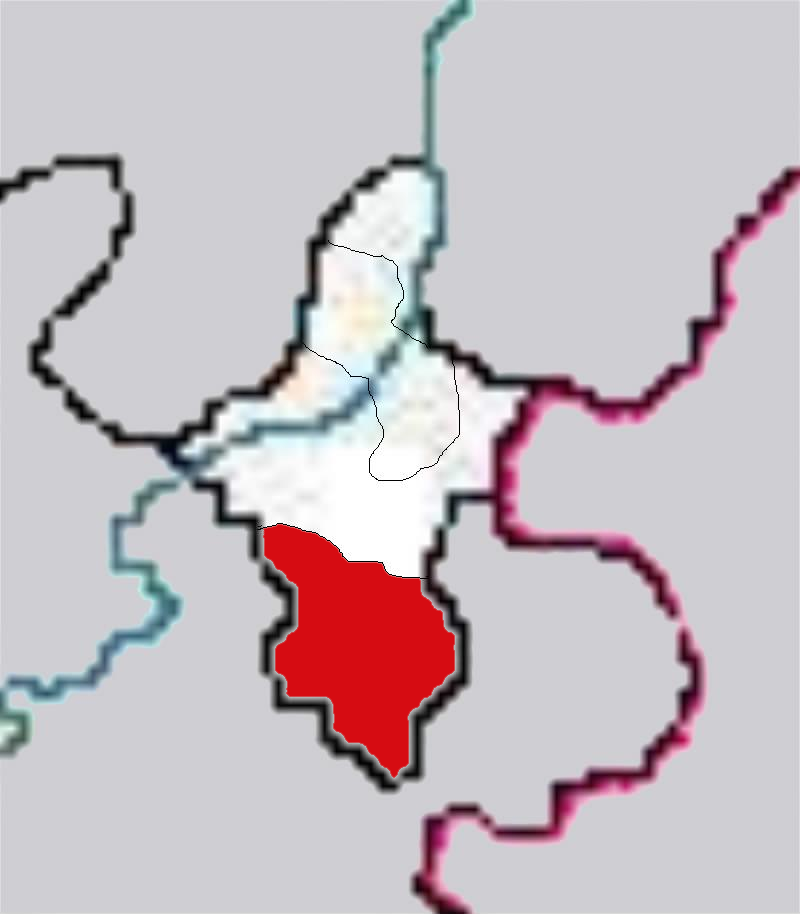
Kujüan (Guyuan) 固原
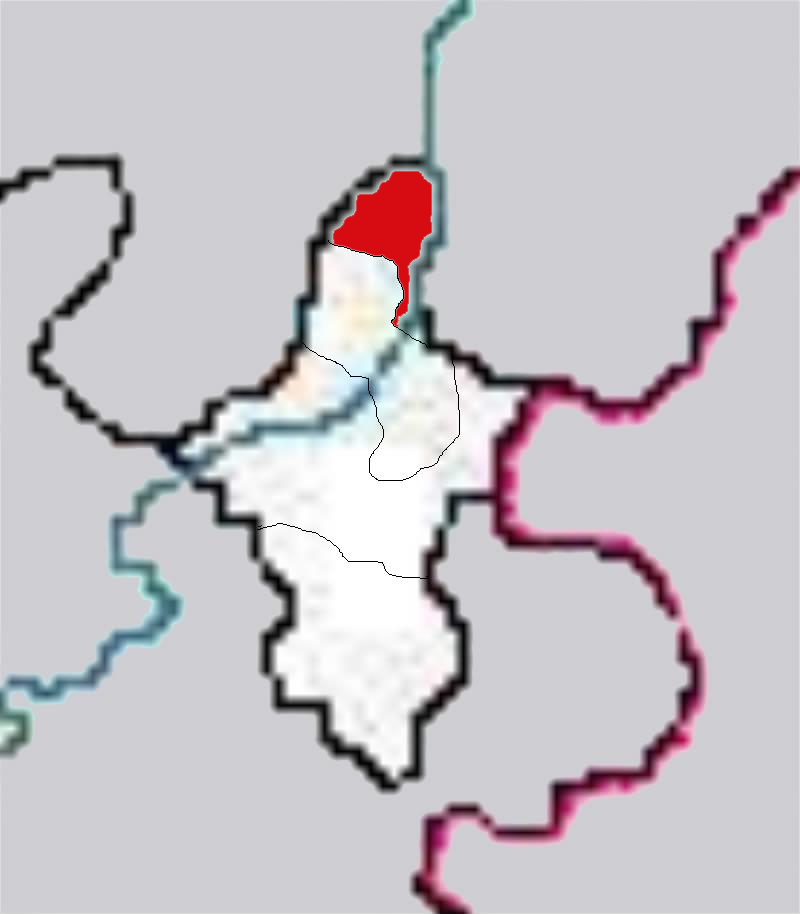
Sicujsan (Shizuishan) 石嘴山
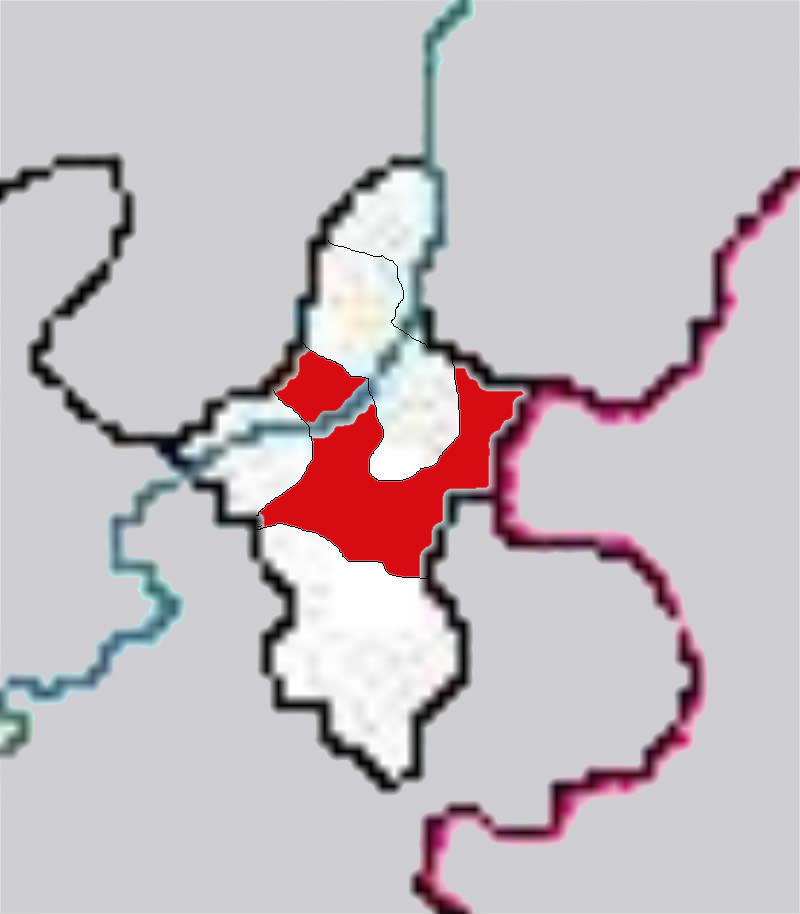
Vucsung (Wuzhong) 吴忠
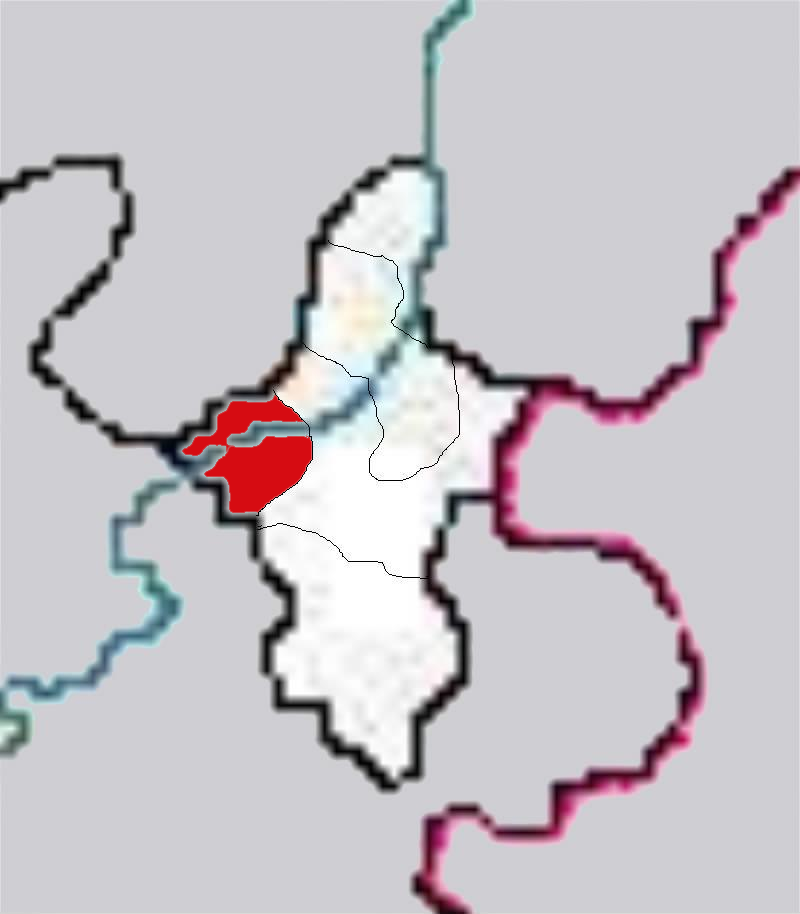
Csungvej (Zhongwei) 中卫

## Látnivalók

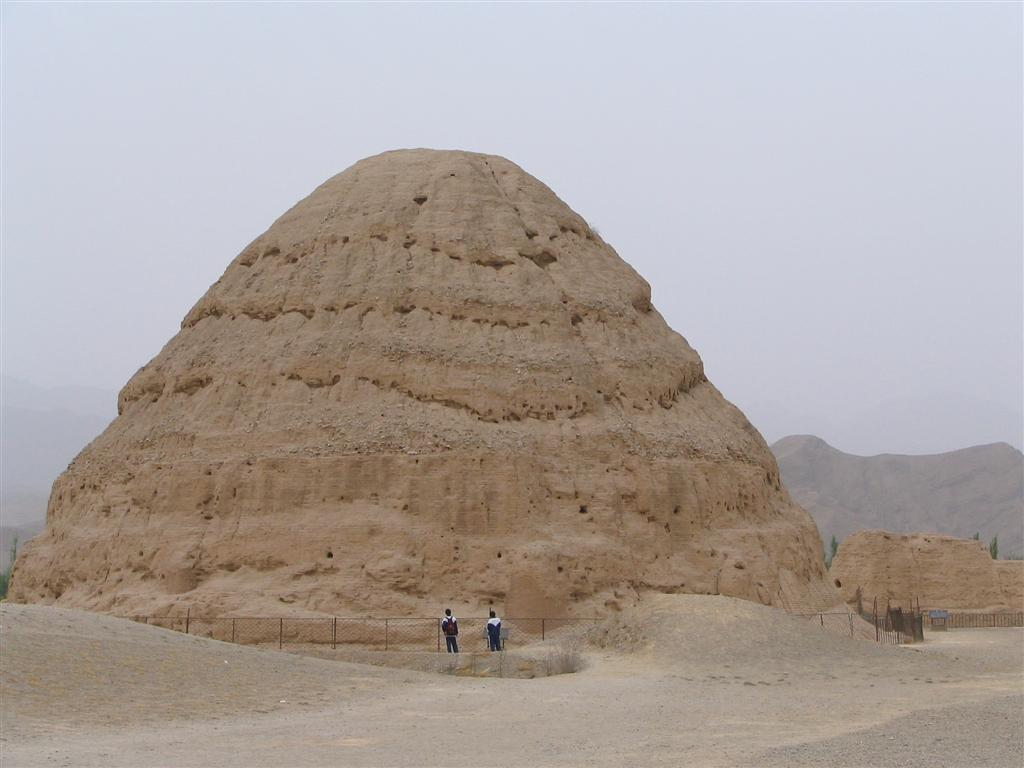
Tangut sírhalom a Nyugati Xia idejéből

A fővárostól, Jincsuantól 25 kilométerre nyugatra található a Nyugati Hszia tangut dinasztia temetkezési helye, ahová kilenc uralkodót temettek el. A kísérősírokkal együtt mintegy 70 sír van itt egy 36 négyzetkilométernyi (észak-déli irányban kilenc, kelet-nyugati irányban négy kilométer kiterjedésű) területen. A nyolc azonosítható uralkodói sírkert mindegyikének a területe meghaladja a százezer négyzetmétert. A sírokat mind kirabolták a történelmi időkben, az eredeti felszíni építmények nem maradtak fenn, de a döngölt löszfalak, a jellegzetes, csúcsos, 17-20 méter magas sírhalmok így is lenyűgözőek. A 8. számú sír feltárása során kitűnt, hogy abba egy 49 méteres folyosót építettek, amelynek a vége 25 méterrel van az eredeti térszín alatt.)
A fővárostól 73 kilométerre délnyugatra található a Csintunghszia (Qingtongxia) szoros, a Sárga-folyó felső szakaszának vége. A felette lévő 918 kilométeres szakaszon a folyamnak 1600 méteres az esése. A szorosban a 60-as években vízerőmű épült. A víztározó nyugati partfalán áll háromszög alakban a Száznyolc pagoda (Paj Pa Ta). A buddhizmus szent számának megfelelő számban épült paloták a 13. században már álltak, építésük pontos ideje nem ismert.